# يان أرمسترونغ (رسام)
يان أرمسترونغ (بالإنجليزية: Ian Armstrong)‏ هو رسام أسترالي، ولد في 30 ديسمبر 1923، وتوفي في 2005.